# Minuto para ganar Kids
Minuto para ganar Kids es un reality show emitido por RCN Televisión. Está basado en el programa americano "Minute to Win It". Cada día dos parejas de niños se enfrentan a una cantidad de pruebas en un minuto para así ganar premios como consolas de juego, teatros en casa y bicicletas, incluso viajes a Disney World.

## Pruebas
- Reto de Newton: El concursante deberá apilar 5 manzanas para así formar una torre. No existe una manzana igual en el mundo.
- Súper Chef: En esta oportunidad el concursante deberá hacer saltar un - que está en una sartén, haciéndolo pasar por encima de una cuerda y cayendo del lado correcto nuevamente en la sartén.
- Carta Ninja: El participante deberá utilizar su puntería para hacer que una carta quede incrustada en una sandía.
- Y muchas otras más.[2]